# Habichtswald (commune)
Habichtswald est une municipalité allemande située dans le land de la Hesse et l'arrondissement de Cassel. La commune prend son nom du massif du Habichtswald.